# Derrek Pitts
Derrek Pitts Jr. (Baltimora, 8 agosto 1998) è un giocatore di football americano statunitense che milita nel ruolo di cornerback nella National Football League (NFL).

## Carriera

### Tampa Bay Buccaneers
Dopo non essere stato scelto nel Draft, Pitts firmò con i Tampa Bay Buccaneers il 12 maggio 2023. Il 29 agosto 2023 i Buccaneers annunciarono che sarebbe entrato a far parte dei 53 uomini del roster per l’inizio della stagione regolare.
Nella settimana 3 contro i Philadelphia Eagles, Pitts mise a segno i suoi primi due tackle, uno solitario e uno assistito. Fu svincolato il 25 ottobre 2023 dopo di che rifirmò con la squadra di allenamento. A fine stagione il suo contratto in scadenza non fu rinnovato.